# Aeroporto di Puka Puka
L'Aeroporto di Puka Puka (IATA: PKP ICAO: NTGP) è un aeroporto sull'isola Puka Puka nella Polinesia francese. L'aeroporto è 3 km a Nord-Est del villaggio di Teonemahina.